# IC 1731
IC 1731 est une galaxie spirale barrée située dans la constellation du Triangle. Sa vitesse par rapport au fond diffus cosmologique est de (3230 ± 19) km/s, ce qui correspond à une distance de Hubble de 47,6 ± 3,4 Mpc (∼155 millions d'al). IC 1731 a été découverte par l'astronome britannique Isaac Roberts en 1896.
La base de données NASA/IPAC classe cette galaxie comme une spirale intermédiaire, mais l'image de l'étude SDSS montre la présence d'une barre. Le classement de spirale barrée par le professeur Seligman et par Wolfgang Steinicke semble mieux convenir.
La classe de luminosité de IC 1731 est III et elle présente une large raie HI.
À ce jour, sept mesures non basées sur le décalage vers le rouge (redshift) donnent une distance de 41,114 ± 5,820 Mpc (∼134 millions d'al), ce qui est à l'extérieur des valeurs de la distance de Hubble.

## Groupe de NGC 661
IC 1731 fait partie du groupe de NGC 661 en compagnie d'au moins deux autres galaxies, NGC 670 et NGC 684. Un article d'A.M. Garcia paru en 1993 fait aussi mention de trois galaxies de ce groupe, mais la galaxie NGC 661 n'y figure pas.